# Текірдаг
Текірда́г або Родосто (тур. Tekirdağ, грец. Ραιδεστός, болг. Родосто) — місто у північно-західній Туреччині, адміністративний центр (центральний район, меркезі) іла Текірдаг. Розташований у європейській частині Туреччини. Населення у 2000 році — 108 000 чоловік.
Текірдаг мав низку історичних назв: Родосто (Ρωδόστο) чи Радестус (Ραιδεστός); у візантійську добу місто мало назву Візантій (Βισάνθη); за османських часів мав назву Текфур Даг, із цієї назви і склалась теперішня назва.

## Історія
Історія міста починається у 4000 до н. е. Вважається, що стародавнє місто Родосто заснували жителі острова Самос. В Анабасисі Ксенофонта місто згадується як центр царства Тарс, яким керував князь Сеутес.
У 813 поблизу Родосто відбулась важлива битва Болгарії з Візантійською імперією, а в 1206 — з Латинською імперією.
У 1360 місто захопили турки-османи, за якийсь час включено до вілаята Едірне.
За умовами мирної угоди Туреччини та країн Балканського союзу після Першої Балканської війни Текірдаг був включений до складу Болгарії. За кілька місяців місто знову було передано Туреччині.
З 1918, після закінчення Першої світової війни, місто перебуває під контролем грецької армії та відповідно до Севрського миру включений до складу Греції. Однак після Лозаннських угод 1922 року Греція була змушена залишити місто на користь Турецької республіки.

## Відомі уродженці
- Намик Кемаль (1840—1888) — османський поет, журналіст, прозаїк, перекладач і громадський діяч.
- Анрі Верней (1920—2002) — французький режисер і сценарист вірменського походження.